# 寧越厳氏
寧越厳氏（ヨンウォロムし、영월엄씨）は、朝鮮の氏族の一つ。本貫は江原道寧越郡である。2015年の調査では、140,206人である。
始祖は、中国出身で、新羅景徳王時代に唐の玄宗の波楽使として寧越辛氏の始祖の辛鏡と共に新羅に派遣された厳林義である。

## 行列字
| ○世孫  | 25       | 26       | 27                | 28                | 29                         | 30                | 31       | 32                | 33       | 34       |
| ------ | -------- | -------- | ----------------- | ----------------- | -------------------------- | ----------------- | -------- | ----------------- | -------- | -------- |
| 行列字 | 석（錫） | 영（永） | 주（柱）          | 섭（燮） 현（炫） | 재（在） 익（翼） 기（基） | 용（鎔） 호（鎬） | 태（泰） | 상（相） 식（植） | 희（熙） | 배（培） |
| ○世孫  | 35       | 36       | 37                | 38                | 39                         | 40                | 41       | 42                | 43       | 44       |
| 行列字 | 선（善） | 수（洙） | 병（柄） 동（東） | 점（點） 훈（勳） | 규（奎）                   | 현（鉉） 강（鋼） | 락（洛） | 표（杓）          | 환（煥） | 준（埈） |

## 人口分布と集姓村
人口数、割合はいずれも2015年統計。集姓村のある地域は以下の通りである。
- 江原特別自治道寧越郡（1,659人、総人口の4.82%。全国で総人口に占める比例が最も高い地域である）
  - 南面北双里
  - 南面助田里
  - 北面文谷里
  - 寧越邑八槐里
  - 寧越邑下松里
- 京畿道華城市（1,891人、総人口の0.35%）
  - 台安面陵里
- 咸鏡南道咸州郡
  - 岐谷面興西里[2]